# Phytomyza kalopanacis
Phytomyza kalopanacis este o specie de muște din genul Phytomyza, familia Agromyzidae, descrisă de Hiroaki Iwasaki în anul 1997. Conform Catalogue of Life specia Phytomyza kalopanacis nu are subspecii cunoscute.